# War Office

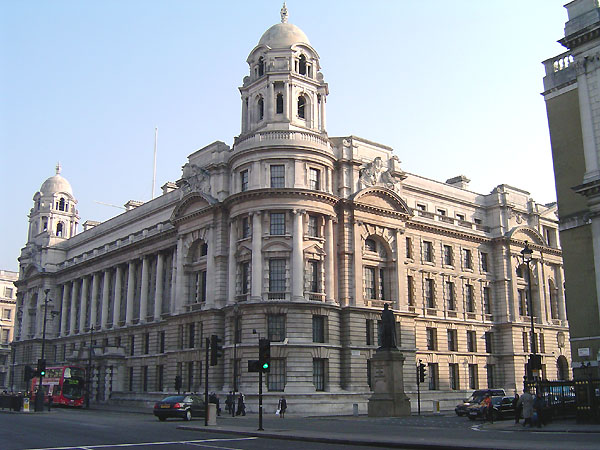
Het oude War Office-gebouw, gezien vanaf Whitehall in Londen

Het War Office ("Oorlogsbureau") was het vroegere Britse ministerie van Oorlog. 
Het ministerie was binnen de Britse regering verantwoordelijk voor het aansturen van het Britse leger tussen de 17e eeuw en 1964, toen die functie werd overgeheveld naar het nieuwe ministerie van Defensie. 

## Gebouw
De naam "War Office" wordt vaak ook gegeven aan het voormalige gebouw van het departement, het Old War Office Building aan Horse Guards Avenue in Londen. Dit beschermd bouwwerk werd in 2016 voor 350 miljoen Britse pond verkocht aan de Indiase Hinduja Group die het wilde verbouwen tot een luxe hotel en residentiële appartementen.